# Nord (île)
Pour les articles homonymes, voir Nord (homonymie).
L'île Nord (en russe Остров Норд) est une île russe du groupe des îles Vostotchnye faisant elles-mêmes partie de l'archipel Nordenskiöld. Elle se trouve dans la mer de Kara. 

## Géographie

### Situation
L'île Nord est à la limite nord-est de l’archipel. Plus au nord se trouvent les îles Kolomeïtsev (hors de l’archipel stricto sensu), à l'ouest se trouvent les îles Evgueni Fiodorov, au sud les îles Bianki et Kamenisty, et au sud l'île de Dalni. L'île est distante d'environ 40 kilomètres de la Russie continentale.

### Géographie physique
L'île, allongée selon un axe nord-sud, a une forme inégale avec plusieurs petites péninsules et baies. La longueur de l'île, du nord-ouest au cap Severny jusqu'au sud au cap Foki, est d'un peu moins de 10 kilomètres. La largeur de l'île est d'environ 6 kilomètres dans sa partie nord et de 1à 3 kilomètres dans la partie centrale. Au centre de l'île, deux petites péninsules s'opposent : l'une partant vers l'ouest, le cap Kroutoï ; l'autre vers l’est, le cap Toupoï. La côte de la partie nord de l'île forme de petites baies sans nom (entrecoupées, outre les caps cités ci-dessus, par les caps Kamenisty et Linnik.
L'île est occupée par deux petites collines, l'une de 75 mètres de haut (le point culminant de l'île) occupe la partie nord, la seconde, de 41 mètres de haut, la partie centrale et le sud. Deux petits cours d'eau non permanents s'écoulent vers le nord de l’île. Dans la partie centrale, sur la côte ouest, se trouve un petit lac d'origine lagunaire. 
Le point culminant de l'île est un point géodésique.

## Histoire
L'île a été nommée dans les années 1930 en l'honneur du navire hydrographique Nord de l'Administration hydrographique russe. L'extrémité sud de l'île, le cap Foki, a été nommée en 1939 en mémoire de la barge de Gueorgui Sedov, la Foka.

## Protection
Comme le reste de l’archipel, elle fait partie de la réserve naturelle du Grand Arctique depuis 1993.